# 위자드 레이스
위자드 레이스(Wizard Race)는 경상북도 경주시 천군동에 위치한 경주월드에 있는 롤러코스터로, 과거 이곳에 있던 비룡열차와 같은 기종이다. 비룡열차는 2023년 7월 30일 폐장 및 8월 5일 철거, 그 자리에 2024년 10월 9일 위자드 레이스가 개장했다.